# Арка на Септимий Север
Арката на Септимий Север е разположена в североизточния край на Римския форум, направена е от бял мрамор и е издигната през 204 г. в чест на войните с партите на император Септимий Север и синовете му Каракала и Гета. Намира се на Виа Сакра. В древността на арката вероятно се намирала квадрига със статуите на тримата, тъй като така е изобразявана по монетите от това време. Има четири релефа (с размери приблизително 4 на 4.7 м всеки), с епизодите от войната. Своеобразният разказ започва с левия релеф от страната на Форума - подготовката за войната, битка с партите, обръщение на императора към легионите, сражение, оглавявано от императора. Десният релеф изобразява щурма на Едеса, обръщение на императора към войниците, капитулация на царя на Осроена, римски военен съвет. Левият релеф от задната страна (от страната на хълма Капитолий) показва обсада на Селвекия, бягството на партите и тържественото влизане на императора в превзетия град. Релефът вдясно представя щурма на Ктесифон.